# Boophis picturatus
A Boophis picturatus a kétéltűek (Amphibia) osztályába, a békák (Anura) rendjébe és az aranybékafélék (Mantellidae) családjába tartozó faj.

## Előfordulása
A faj Madagaszkár endemikus faja. A sziget keleti felén, 850 és 1000 m-es magasságon honos.

## Megjelenése
Kis méretű békafaj. A hímek mérete 23–33 mm. Színe változatos. Háti bőre sima. A típuspéldány lelőhelyén megfigyelt példányok egységesen szürkésbarnák, nem feltűnő sötétebb jegyekkel, vagy nagyon kontrasztos bézs-barnás színűek feltűnő jegyekkel. Ujjai és úszóhártyája részlegesen vörös színű. Ez a vörös szín különösen kiterjedt az élénk háti színeket mutató példányoknál. Íriszének külső pereme türkiz színű. A Madagaszkár délkeleti részén élő példányok írisze sárgásabb, hátuk kevésbé színes. Kezén részleges, lábán teljes úszóhártya található. A hímeknek jól kivehető, egyetlen hanghólyagja van. 